# Lopatnica
Lopatnica (cyr. Лопатница) – wieś w Serbii, w okręgu raskim, w mieście Kraljevo. W 2011 roku liczyła 255 mieszkańców.